# Nido d'amore (film 1918)
Nido d'amore (The Love Net) è un film muto del 1918 diretto da Tefft Johnson.

## Trama
La piccola Patty Barnes vive in un villaggio della Nuova Inghilterra insieme al nonno, il capitano Amos Barnes, in una fatiscente baracca. La ricca signora Gaythorne, che la vuole adottare a tutti i costi, spinge James Henley a mettere un'ipoteca sulla capanna di Barnes che non può pagarla. Finisce che il vecchio capitano viene sfrattato e la piccola Patty gli viene tolta per essere affidata alla crudele signora Gaythorne. Barnes ritrova due vecchi amici d'infanzia, Eben Cobb e John Harding, Quest'ultimo è un milionario che si finge povero per sfuggire all'avidità dei suoi parenti: dopo essersi reso conto che i due suoi amici sono degli uomini probi e onesti come li ricordava, lascia un grosso assegno per Eben e poi invita Patty a una gita sul suo yacht, come fosse una spedizione di pirati. Intanto Amos, disperato, ha deciso di uccidersi: prende la sua barca e, ignaro della presenza della nipotina a bordo, toglie i tappi per farla affondare. Per fortuna John, che sta arrivando per la gita, salva i due e offre loro di vivere insieme a lui.

## Produzione
Il film fu prodotto dalla World Film. Il titolo di lavorazione del film era Snug Harbor, mentre il titolo in pre-produzione era stato In Quest of the Latch String.

## Distribuzione
Distribuito dalla World Film, uscì nelle sale cinematografiche USA il 23 dicembre 1918.